# Max Heindel

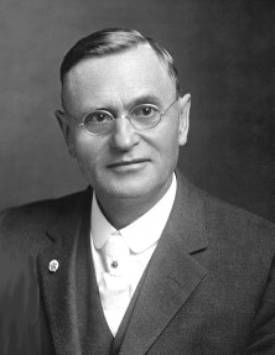
Max Heindel gründete die Rosenkreuzer-Gemeinschaft Rosicrucian Fellowship

Max Heindel (Pseudonym, eigentlich Carl Louis Fredrik Grasshoff) (* 23. Juli 1865 in Aarhus, Dänemark; † 6. Januar 1919 in Oceanside, Kalifornien, USA) war ein dänisch/US-amerikanischer Autor, Theosoph und Rosenkreuzer. Er war der Begründer der rosenkreuzerischen Schule Rosicrucian Fellowship.

## Leben und Werk

### Kindheit, Ehen, Kinder, Berufe
Heindel wurde am 23. Juli 1865 in Aarhus als erster von zwei Söhnen von Francois L. von Grasshoff (1838–1872) und Anna Sorine Withen († 1916) geboren. Nach dem frühen Unfalltod des Vaters, eines Bäckermeisters, zog die Witwe Ende 1873 nach Frederiksberg bei Kopenhagen. Anfang 1874 zog sich Heindel auf dem Weg zur Schule nach Kopenhagen eine Beinverletzung zu, die ihn jahrelang quälte. Zurück blieb eine Gehbehinderung, er humpelte fortan. 1886 heiratete die Mutter erneut, aus dieser Verbindung mit Fritz Nicolaj Povelsen hatte Heindel eine Halbschwester. 1884 verließ er das Elternhaus, ging nach Glasgow und arbeitete dort als Tabakhändler. Hier lernte er Catherine Dorothy Luetjens Wallace (* 1869) kennen, die er am 15. Dezember 1885 in Glasgow heiratete. Aus der Ehe gingen vier Kinder hervor. Das Paar zog 1885/1886 nach Liverpool, wo Heindel, wie sein Schwiegervater, den Beruf des Schiffsingenieurs erlernte und im Zuge dieser Tätigkeit häufige Schiffsreisen machte. 1888/1889 folgte ein weiterer Umzug zurück nach Frederiksberg. Zwischen 1892 und 1896 wurde die Ehe geschieden, die Kinder kamen in die Obhut von Heindels Mutter Anna.
Etwa um 1896 brach Heindel alleine in die USA auf und nannte sich, den Geburtsnamen seiner Mutter annehmend, statt Max von Grasshoff fortan Max Heindel. Er fand in Somerville Arbeit als Ingenieur in einer Brauerei. Hier heiratete er erneut, diesmal eine wesentlich ältere dänische Witwe mit ebenfalls vier Kindern namens Petersen. Ende 1898 zogen seine vier Kinder aus erster Ehe von Frederiksberg zu ihm in die USA. Auch die zweite Ehe wurde 1899 geschieden und Heindel zog mit seinen vier eigenen Kindern im selben Jahr nach Roxbury. Er trat vorübergehend den Quäkern bei und nach schwieriger Arbeitssuche fand er ein Auskommen als Maschinist auf einem Dampfer auf den Großen Seen. Das Schiff sank jedoch und nur mit Mühe konnte Heindel sich retten. Nach diesem Erlebnis kehrte er der Schifffahrt den Rücken und arbeitete als Heizungsingenieur. Immer knapp bei Kasse, ging er 1903 ins „gelobte Land Kalifornien“ nach Los Angeles, auf der Suche nach besseren Arbeitsbedingungen. Auch hier arbeitete er in den folgenden Jahren als Ingenieur, litt aber weiterhin unter chronischem Geldmangel.
Am 10. August 1910 heiratete er in Los Angeles ein drittes Mal. Augusta Foss (1865–1949) hatte er 1903 in der Theosophischen Gesellschaft kennengelernt. Die Ehe blieb kinderlos.

### In der Theosophischen Gesellschaft
Nach einem mehrjährigen Aufenthalt in Sommerville kam Heindel 1903 nach Los Angeles, wo es über sein Interesse an Metaphysik zu einer Begegnung mit  Charles Leadbeater kam. Daraufhin schloss er sich der Theosophischen Gesellschaft Adyar (Adyar-TG) an, deren kalifornischem Zweig er 1904–1905 als Vizepräsident vorstand.
Er setzte sich intensiv mit Theosophie, Spiritismus, Okkultismus und Astrologie auseinander und wurde aus ideologischen Gründen Vegetarier. Nachdem er im Sommer 1905 schwer erkrankt war, trat er aus der Adyar-TG aus. Daraufhin reiste er zu Vorträgen über Christliche Mystik und Astrologie durch weite Teile der USA.
In der Adyar-TG hatte er Alma von Brandis kennengelernt, die eine esoterische „Geheimschülerin“ Rudolf Steiners war. Diese lud ihn 1907 ein, auf ihre Kosten mit nach Deutschland zu Rudolf Steiner zu fahren. Steiner war zu jener Zeit Generalsekretär der Deutschen Sektion der Theosophischen Gesellschaft. Auf Brandis Empfehlung und wegen seines früheren Vizepräsidentenpostens bei den Theosophen in Los Angeles, akzeptierte Steiner ihn als «Geheimschüler» in seiner rosenkreuzerisch ausgerichteten Esoterischen Sektion, deren Gründer und autokratischer Leiter er war. Dort nahm Heindel fünf Monate lang, von November 1907 bis März 1908, an dessen Geheimschulungen und esoterischen Vorträgen teil. Auch in die noch geheimere steinersche „Freimaurerei“ des sogenannten Misraim-Dienstes wurde er aufgenommen. Steiner sprach in dieser Zeit unter anderem über die Rosenkreuzer, die Referate waren unter Verwendung theosophischer Ideen ausschließlich von Steiners eigenen Gedanken geprägt. Heindel war von den Ausführungen Steiners sehr enttäuscht. Das führte im April 1908 zur Abkühlung des Verhältnisses zu Brandis. Da damit auch seine Geldquelle ausfiel, musste er im Sommer 1908 in die USA zurückkehren.

### Der Rosenkreuzer
Heindels eigenen Angaben zufolge soll ihn im April/Mai 1908 in Deutschland ein älterer Bruder der Rosenkreuzer aufgesucht haben und ihn, nach einer bestandenen Prüfung, einer Einweihung unterzogen haben. Dieser ersten rosenkreuzerischen Initiation sollen später in den USA noch weitere gefolgt sein. Anderen Angaben zufolge soll Franz Hartmann ihn in dieser Zeit in das Rosenkreuzertum eingeführt haben. Jedenfalls schrieb Heindel 1909 in den USA ein Werk mit dem Titel Die Weltanschauung der Rosenkreuzer oder mystisches Christentum. Dieses stellt eine Mischung original theosophischer Lehren und Ideen aus den Veröffentlichungen Steiners dar. Die englische Erstausgabe des Werkes enthielt noch eine Widmung, in der eindeutig auf Rudolf Steiner hingewiesen wird. Nach Steiners öffentlicher Verunglimpfung Max Heindels als angeblichen Plagiator seiner Ideen und als Geheimschüler, der seinen Eid gegenüber Steiners Esoterischer Sektion gebrochen habe, entfernte dieser die Widmung bei der nächsten Auflage. Das Christus-Konzept Heindels unterscheidet sich deutlich von dem Steiners. Somit bleibt unklar, worauf Steiner seine Vorwürfe gegen Heindel bezog, da er sie nur ganz vereinfachend und allgemein formulierte.
Am 8. August 1909 gründete Max Heindel in Seattle den Rosicrucian Fellowship. Auf einer Vortragsreise durch die USA rief er in Folge mehrere Zentren für seinen neuen Orden ins Leben. Am 10. August 1910 heiratete Heindel in Los Angeles Augusta Foss, mit ihr gemeinsam baute er nun den Orden weiter aus. Ein passendes Gelände für das zukünftige Hauptquartier wurde am 3. Mai 1911 in Oceanside angekauft. In den folgenden Jahren entstanden rund um den sogenannten Mount Ecclesia eine Reihe von Gebäuden, das Zentrum der Rosicrucian Fellowship.
Heindel erlitt am 6. Januar 1919 in seinem Büro auf dem Mount Ecclesia in Oceanside einen Schlaganfall, kurz darauf starb er im Alter von 53 Jahren. Seine Frau Augusta Foss führte den Rosicrucian Fellowship weiter.

## Veröffentlichungen (Auswahl)
- Die Mysterien der großen Opern. Theosophisches Verlagshaus, Leipzig 1929.
- Astrologie, ihr Zweck und ihre Begrenzung. Heindel, Sils-Maria 1999.
- Die mystische Auslegung von Ostern. Heindel, Sils-Maria 2000, ISBN 3-906414-19-1.
- Die mystische Auslegung von Weihnachten. Heindel, Sils-Maria 2000, ISBN 3-906414-18-3.
- Die Weltanschauung der Rosenkreuzer oder mystisches Christentum. (Rosenkreuzer Zürich). Rosenkreuzer-Gemeinschaft, Darmstadt 1997, ISBN 3-88956-005-9.
- Lehren eines Eingeweihten. Heindel, Sils-Maria 1999, ISBN 3-906414-13-2.